# Diocèse de Lavaur
Le diocèse de Lavaur (en latin : Dioecesis Vaurensis ; en occitan : diocèsi de La Vaur) est un ancien diocèse de l'Église catholique en France. Il est un des diocèses historiques de l'ancienne province du Languedoc.

## Histoire
Le diocèse de Lavaur est érigé par le pape Jean XXII, en 1317 et supprimé en 1802, pour le Concordat, par Pie VII. Depuis cette époque, ne siège donc plus à Lavaur un évêque, mais un responsable de circonscription diocésaine (archiprêtre).
Jean-Louis Balsa est en 2024 l'archevêque d'Albi. Il porte le titre d'archevêque d'Albi-Castres-Lavaur.

## Territoire
Le diocèse de Lavaur confinait avec l'archidiocèse d'Albi, les diocèses de Castres, de Carcassonne, de Saint-Papoul, l'archidiocèse de Toulouse et le diocèse de Montauban.
Il comprenait : Aguts, Aiguefonde, Algans, Appelle, Arfons, Aussillon, Avezac, Belcastel, Belleserre, Bertre, Blan, Cahuzac, Cambon, Cambounet, Candeils, Caucalières, Cuq, Dourgne, Dournes, Durfort, Escoussens, Flamarens, Garrevaques, Garrigues, Guitalens, Hautpoul, Jul, Labruguière, Lacougotte, Lacroisille, Lagardiolle, Lamothe, Lastens, Lastouzeilles, Lavaur, Lempaut, Lescout, Lestap, Lugan, Magrin, Marzens, Massaguel, Massac, Maurens, Montespieu, Montgey, Montlong, Montmoure, Mouzens, Palleville, Péchaudier, Poudis, Prades, Pratviel, Prénian, Puéchoursi, Puylaurens, Revel, Roquefort, Roquevidal, Saint-Affrique-les-Montagnes, Saint-Agnan, Saint-Amancet, Saint-Amans, Saint-Avit, Saint-Germier, Saint-Jean-de-Rives, Saint-Lieux, Saint-Paul, Saïx, Sallepieussou, Scopont, Semelans, Senil, Séran, Sorèze, Soual, Teyssode, Troupiac, Valcournouse, Veilhes, Verdalle, Villeneuve, Viterbe, Viviers et Viviers-les-Montagnes.

## Anecdotes
Un évêque de Lavaur eut à destituer la chapelle de Saint-Stapin à Dourgne de son privilège de faire des miracles.

## Évêques de Lavaur
La liste des évêques diocésains de Lavaur comprend Jules de Médicis, futur pape Clément VII. Elle compte aussi un cardinal — René de Birague — et deux futurs cardinaux — Gilles Aycelin de Montaigut et Jean-de-Dieu Raymond de Boisgelin de Cucé.
Depuis le 17 février 1922, les archevêques d'Albi relèvent le titre d'évêque de Lavaur.

## Archiprêtres de Saint-Alain à Lavaur
L'archiprêtre est un prêtre délégué par l'évêque à la tête d'une circonscription de son diocèse.
- 1804-1840 Pierre Noyer, né à Albi en 1748, mort à Lavaur le 13 avril 1840
- 1840-1847 Bernard Noyer, né à Albi, mort à Lavaur le 8 décembre 1847
- 1848-1866 Jean-Baptiste Amans, né à Albi en 1796, mort à Lavaur le 1er août 1866
- 1866-1884 Pierre-Eugène Roques, né à Labruguière en 1818, mort à Lavaur le 4 septembre 1884
- 1884-1896 Marie-Ernest Cassan, né à Castelnau-de-Montmiral, mort à Lavaur en 1896
- 1896-1905 Louis Armengaud, mort à Lavaur en mars 1905
- 1905-1938 Marius Lavèze, mort à Lavaur en 1938
- 1938-1945 Aimé Boularan, mort à Lavaur en 1945
- 1945-1964 Henri Galau, mort à Montferrier (Ambres)
- 1964-1976 Roger Saysset, mort à Valderiès
- 1976-1998 Jean Houlès, mort à Lavaur le 7 mars 2000
- 1998-2006 Gérard Soulié
- 2006-2010 Claude Cugnasse
- 2010-2019 Joseph Dequick
- Depuis 2019 Philippe Bastié, chancelier du diocèse d'Albi